# Aufseß (gmina)
Aufseß – miejscowość i gmina w Niemczech, w kraju związkowym Bawaria, w rejencji Górna Frankonia, w regionie Oberfranken-Ost, w powiecie Bayreuth, wchodzi w skład wspólnoty administracyjnej Hollfeld. Leży w Szwajcarii Frankońskiej, nad rzeką Aufseß.
Gmina położona jest ok. 25 km na południowy zachód od Bayreuth, ok. 23 km na wschód od Bamberga i ok. 47 km na północ od Norymbergi.

## Dzielnice
W skład gminy wchodzą następujące dzielnice:
- Aufseß
- Dörnhof
- Heckenhof
- Hochstahl
- Hundshof
- Kobelsberg
- Neuhaus
- Oberaufseß
- Sachsendorf
- Zochenreuth

## Zabytki i atrakcje
- zamek Unteraufseß
- kościół ewangelicki
- browar Reichold
- browar Rothenbach
- browar Stadter
- browar Kathi-Bräu

## Galeria

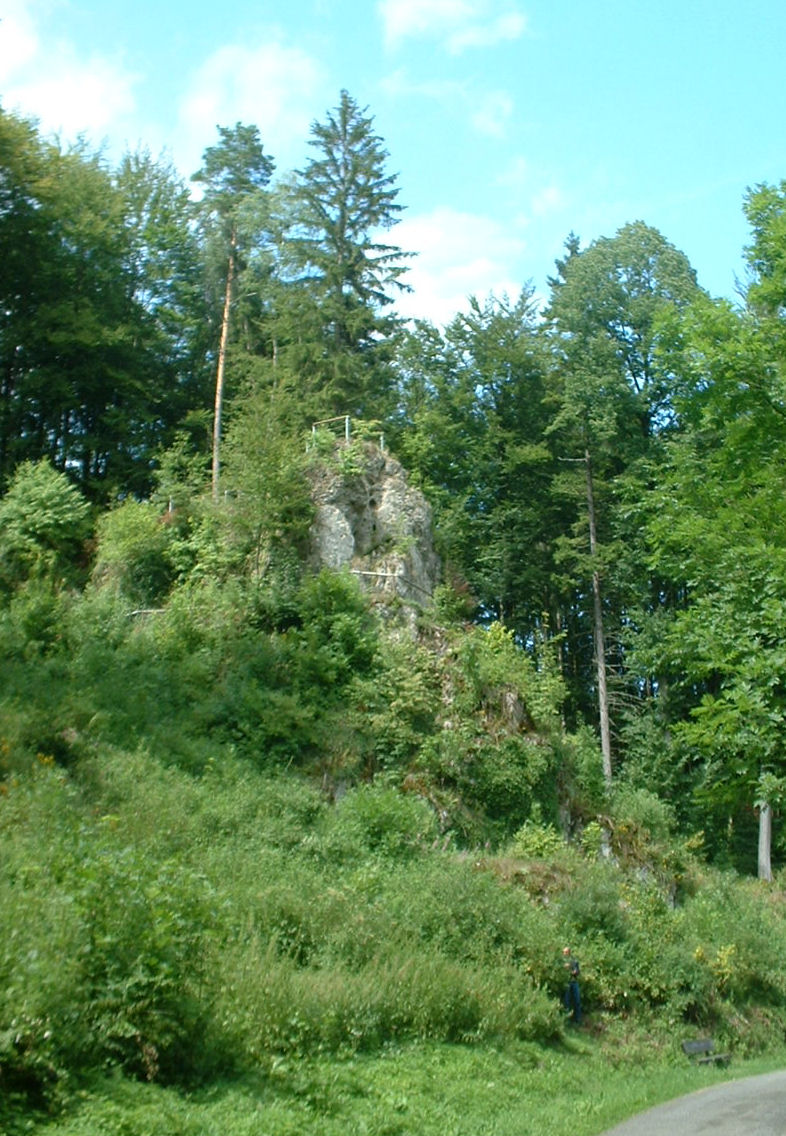
Szwajcaria Frankońska w okolicach Aufseß
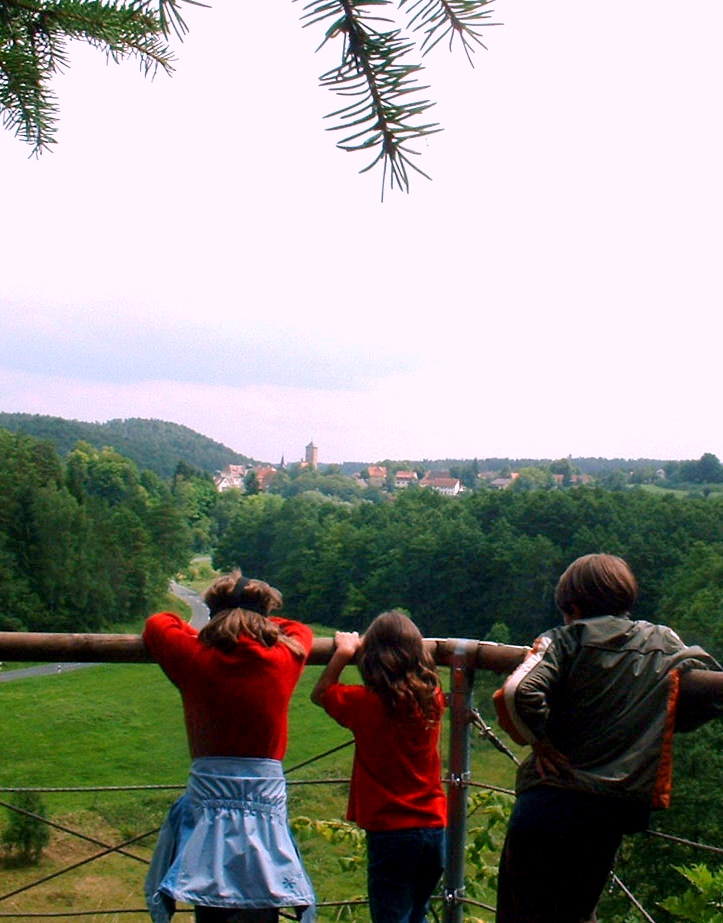
Aufseß
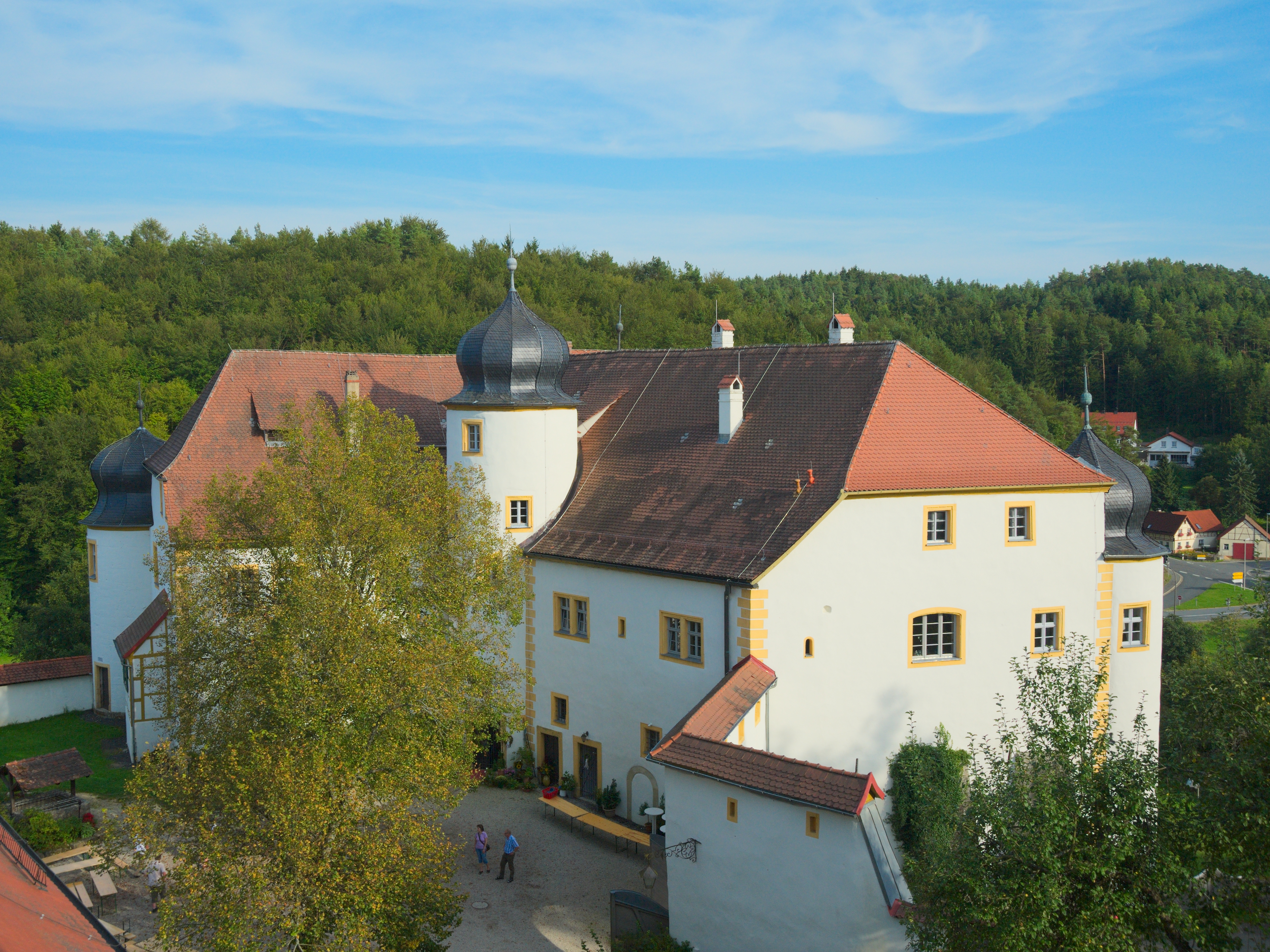
Zamek Unteraufseß